# XBIZ награда за изпълнителка на годината
XBIZ наградата за изпълнителка на годината (на английски: XBIZ Award Female Performer of the Year) е порнографска награда, която се присъжда на най-добре представилата се през годината порноактриса и се връчва заедно с останалите награди на XBIZ на церемонията, провеждана ежегодно в Лос Анджелис, щата Калифорния, САЩ.
Наградата е връчена за първи път през 2008 г. и нейна първа носителка е Ева Анджелина.
Актуалната носителка на наградата към 2018 г. е Роми Рейн.

## Носителки на наградата
| Година | Носителка | Номинирани |
| ------ | --------- | --- |
| 2008   |           | Беладона Джеси Джейн Джесика Дрейк Съни Лейн Бриана Лов Кармен Харт Кармен Лувана Кортни Къмз Джианна Майкълс Джоана Ейнджъл Мемфис Монро Пени Флейм Сторми Даниълс Тера Патрик                                                                       |
| 2009   |           | Адриана Никол Ашлин Брук Алексис Тексас Беладона Боби Стар Дейна Диармонд Джианна Майкълс Джеси Джейн Джени Хендрикс Джесика Дрейк Кейдън Крос Саша Грей Шайла Стайлз Съни Лейн                                                                       |
| 2010   |           | Ашлин Брук Дейна Диармонд Лекси Бел Чарли Чейс Джесика Дрейк Джена Хейз Джеси Джейн Джулия Ан Кели Дивайн Ники Бенц Лекси Бел Бри Олсън Кристина Роуз Финикс Мари Боби Стар Саша Грей Шайла Стайлз Алексис Тексас Анджелина Валънтайн                 |
| 2011   |           | Аса Акира Моник Алекзандър Лекси Бел Тори Блек Бриан Бенсън Лупе Фуентес Джена Хейз Джеси Джейн Синди Дженингс Кагни Лин Картър Кейдън Крос Маделин Мари Бри Олсън Кристина Роуз Боби Стар Райли Стийл Мисти Стоун Алексис Тексас Анджелина Валънтайн |
| 2012   |           | Джесика Дрейк Вики Чейс Грейси Глам Джеси Джейн Кагни Лин Картър Кейдън Крос Лили Лейбоу Шанел Престън Кристина Роуз Анди Сан Димас Боби Стар Райли Стийл Мисти Стоун Алексис Тексас                                                                  |
| 2013   |           | Аса Акира Никол Анистън Лекси Бел Джеси Андрюс Лили Картър Скин Даймънд Таша Рейн Саманта Сейнт Грейси Глам Кагни Лин Картър Кейдън Крос Лили Лейбоу Шанел Престън Кристина Роуз Алексис Тексас                                                       |
| 2014   |           | Аса Акира Аника Олбрайт Лиса Ан Лекси Бел Скин Даймънд Джесика Дрейк Реми Лакроа Мади О'Райли Шанел Престън Таша Рейн Бони Ротън Джеси Джейн Алексис Форд Алексис Тексас                                                                              |
| 2015   |           | Аса Акира Ники Бенц Адриана Чечик Дани Даниълс Скин Даймънд Алие Лав Роми Рейн Мади О'Райли Шанел Престън Райли Рийд Бони Ротън Джеса Роудс Вероника Родригес Джейда Стивънс                                                                          |
| 2016   |           | Аника Олбрайт Огъст Еймс Ей Джей Апългейт Кейси Калвърт Адриана Чечик Картър Круз Ейдра Фокс Кийша Грей Карла Куш Сара Лъв Шанел Престън Роми Рейн Райли Рийд Джоди Тейлър                                                                            |
| 2017   |           | Аника Олбрайт Огъст Еймс Ей Джей Апългейт Дани Даниълс Адриана Чечик Ева Ловия Елза Джийн Кийша Грей Касиди Клайн Сара Лъв Меган Рейн Абела Дейнджър Роми Рейн Райли Рийд                                                                             |
| 2018   |           | |